# نشان مهر
نشان مهر از نشان‌های افتخار در ایران است. براساس ماده ۱۸ آیین‌نامه اعطای نشان‌های دولتی، نشان «مهر» به زنانی اعطا می‌شود که در یکی از زمینه‌های زیر منشأ آثار ارزنده باشند:
1. مشارکت سازنده و فعال در امور اجتماعی، اقتصادی و سیاسی
2. معرفی الگوی زن مسلمان در جامعه و تلاش برای تبیین و ترویج مبانی عقیدتی و اجتماعی آن
3. ارائه عملی الگوی مادر یا همسر نمونه به ویژه در میان مادران و همسران شهدا، جانبازان و آزادگانی که با فداکاری در حفظ و تحکیم خانواده، در زمینه‌های فرهنگی، آموزشی یا پژوهشی خدمات برجسته‌ای را ارائه نموده باشند
4. ابراز شایستگی در عرصه‌های بین‌المللی به نحوی که موجب افتخار برای کشور و معرف شخصیت زن در جمهوری اسلامی ایران باشد

## دریافت‌کنندگان
| ردیف | نام دریافت کننده       | نشان     | درجه    | اهدا کننده          | تاریخ         |
| ---- | ---------------------- | -------- | ------- | ------------------- | ------------- |
| ۱.   | فاطمه نوری‌زاده         | نشان مهر | درجه سه | اکبر هاشمی رفسنجانی | ۲۱ آذر ۱۳۷۵   |
| ۲.   | منیژه جمشیدی فرد       | نشان مهر | درجه سه | اکبر هاشمی رفسنجانی | ۲۱ آذر ۱۳۷۵   |
| ۳.   | اشرف بروجردی           | نشان مهر | درجه سه | سید محمد خاتمی      | ۱۹ دی ۱۳۸۱    |
| ۴.   | منیره گرجی فرد         | نشان مهر | درجه سه | سید محمد خاتمی      | ۱۷ خرداد ۱۳۸۴ |
| ۵.   | فائزه عظیم‌زاده اردبیلی | نشان مهر | درجه سه | محمود احمدی‌نژاد     | ۳ دی ۱۳۹۰     |